# Dicellomyces gloeosporus
Dicellomyces gloeosporus är en svampart som beskrevs av Lindsay Shepherd Olive 1945. Dicellomyces gloeosporus ingår i släktet Dicellomyces och familjen Brachybasidiaceae.   Inga underarter finns listade i Catalogue of Life.